# Maximilian Ullmann
Maximilian Ullmann né le 17 juin 1996 à Linz en Autriche, est un footballeur autrichien évoluant au poste d'arrière gauche au Wolfsberger AC.

## Biographie

### En club
Maximilian Ullmann commence par jouer en faveur du FC Pasching, puis avec le LASK Linz. Il débute avec cette équipe le 25 juillet 2014 face au TSV Hartberg, rencontre qui se solde par un match nul (0-0).
Le 26 juillet 2018 Ullmann participe à son premier match de Ligue Europa lors de la rencontre de son équipe face au Lillestrøm SK. Titulaire lors de cette rencontre, le LASK Linz s'impose par quatre buts à zéro.
Le 18 juillet 2018 Maximillian Ullman s'engage jusqu'en 2022 avec le Rapid Vienne.
Après une saison pleine en 2020-2021 où il a été l'un des joueurs du Rapid les plus utilisés, Ullmann est pressenti pour quitter le club à l'été 2021, son contrat se terminant en juin 2022. L'Arminia Bielefeld est notamment intéressé par le joueur mais l'arrière gauche reste finalement au Rapid, le club demandant une indemnité de transfert trop importante pour le club allemand.
Le 18 janvier 2022, Maximilian Ullmann rejoint l'Italie afin de s'engager en faveur du Venise FC. Il signe un contrat courant jusqu'en juin 2024.
Le 25 janvier 2023, Maximilian Ullmann rejoint le FC Magdebourg en deuxième division allemande, sous la forme d'un prêt jusqu'à la fin de la saison.
Le 30 juillet 2024, il retourne en Bundesliga autrichienne et rejoint le Wolfsberger AC pour un contrat de deux saisons.

### En équipe nationale
Avec les moins de 19 ans, il participe au championnat d'Europe des moins de 19 ans en 2015. Lors de cette compétition, il ne joue qu'un seul match, contre l'Ukraine (score : 2-2).
Le 1er septembre 2017, Ullmann joue son premier match avec l'équipe d'Autriche espoirs, face à la Finlande. Il est titulaire lors de cette partie, et les deux équipes se séparent sur un score nul (2-2). 
Il inscrit son premier but avec les espoirs le 7 septembre 2018, contre l'Arménie (victoire 2-1), puis son second quatre jours plus tard, contre Gibraltar (victoire 0-5). Ces deux rencontres rentrent dans le cadre des éliminatoires de l'Euro espoirs 2019.
En 2019, il est sélectionné afin de participer à l'Euro espoirs qui a lieu en Italie.

## Palmarès
- Vice-champion d'Autriche en 2019 avec le LASK Linz
- Champion d'Autriche de deuxième division en 2017 avec le LASK Linz
- Vice-champion d'Autriche de deuxième division en 2016 avec le LASK Linz